# Hugo Nehmiz (Generalsuperintendent)
Carl Gustav Adolf Hugo Nehmiz (* 6. November 1845 in Sagan, Landkreis Sagan, Provinz Schlesien; † 28. August 1903 in Breslau, Provinz Schlesien) war ein deutscher evangelischer Geistlicher, Domprediger und Generalsuperintendent.

## Leben
Nehmiz wurde als Sohn des Superintendenten Carl Adolph Nehmiz (1798–1863), eines gebürtigen Hallensers, und dessen Ehefrau Bertha Eleonore Louise, geborene Bail, in Schlesien geboren. Nach der Gymnasialausbildung auf der Klosterschule in Roßleben und dem Abitur studierte er ab 1863 Theologie an der Vereinigten Friedrichs-Universität Halle-Wittenberg und wurde Mitglied in der christlichen Studentenverbindung Hallenser Wingolf. 1865 trug er sich ins Matrikelbuch der Eberhard-Karls-Universität ein und nannte unter der Rubrik Heimat Heldrungen, den damaligen Dienstort seines Vaters. Im Jahre 1866 kehrte er an die Universität Halle zurück und legte im Sommer 1867 die erste theologische Prüfung ab. Danach wurde er für kurze Zeit Hauslehrer in Hamburg. Dort wurde er mit dem Pastor an der St.-Anschar-Kapelle Wilhelm Baur bekannt, der ihn als Hilfsprediger einsetzte.

### Pfarrer an der Magdeburger Ulrichskirche
Im Mai 1869 bestand er die zweite theologische Prüfung in Magdeburg. Die Ordination erfolgte am 13. Oktober desselben Jahres. Anschließend wurde er Hilfsprediger des Generalsuperintendenten am Dom zu Magdeburg, Ludwig Carl Moeller (1816–1893), und ab 1873 2. Pfarrer an der dortigen Ulrichskirche.

### Geistlicher im Berliner DiakonissenkrankenhausBethanien
Im September 1876 zog er mit seiner jungen Familie von Magdeburg nach Berlin und wurde als Nachfolger des Geistlichen Ferdinand Schultz (1811–1875) 1. Pastor der Anstaltsgemeinde innerhalb des Central-Diakonissen-Haus Bethanien. Zu seinen Aufgaben gehörten sowohl die Durchführung von sonntäglichen Gottesdiensten mit Abendmahl, Taufen und Trauerfeiern als auch operative Leitungstätigkeiten. Die Dienstwohnung für den 1. Pastor befand sich in einem der beiden zweistöckigem Beamtenhäuser, dem Predigerhaus, am Mariannenplatz Nr. 1.
Während seiner Dienstzeit wurde auf das über sechs Hektar große Gelände ein so genanntes Feierabendhaus für die betagten Diakonissen 1877/78 gebaut. Am 4. August 1882 weihte Nehmiz in Heringsdorf ein Erholungsheim für 24 in Rekonvaleszenz befindliche Berliner Kinder in Anwesenheit der Oberin Luise Kirsch und mehreren Diakonissen ein.
In seiner Berliner Zeit betätigte sich Pastor Nehmiz zugleich als Mitglied im Commité der Gesellschaft zur Beförderung der evangelischen Missionen unter den Heiden zu Berlin, unter dessen Präsidenten Jacobi. Seine Frau engagierte sich Verein für die Goßner'schen Kleinkinder-Bewahranstalten unter Leitung des Pfarrers Johannes Knak (1842–1899), insbesondere sammelte sie zu Weihnachten Sachspenden als Geschenke für bedürftige Kinder.
Auch nach seinem Ausscheiden aus Bethanien 1893 blieb er seiner Wirkungsstätte bis zu seiner Übersiedelung nach Schlesien mit Rat und Tat verbunden. Es bestanden jahrelange, dienstliche Beziehungen zur Nachfolgerin von Luise Kirsch im Amt der Oberin. Nehmiz hatte bei der Einführung der Diakonisse Jenny Gräfin von Keller (* 1842 Bonn; † 1943 Berlin) als neue Oberin des Mutterhauses durch den Propst Hermann Freiherr von der Goltz und in Anwesenheit der deutschen Kaiserin sowie des preußischen Kirchenpolitikers Friedrich Wilhelm Barkhausen vor allem als Liturg mitgewirkt. Der Anstaltsgeistliche arbeitete mit der leitenden Diakonisse seit 1888 in ihrer Eigenschaft als stellvertretende Oberin von Bethanien eng zusammen. Ihre Einsegnung zur Diakonisse erhielt Schwester Jenny 1876, im Jahr des Beginns von Nehmiz nahezu 17-jähriger Amtszeit in Berlin. Ihm folgte der evangelische Theologe Gustav Schulze (* 1848) im Amt des Pastors am Central-Diakonissenhaus Bethanien.

### Domprediger und Konsistorialrat
Nach nahezu siebzehnjähriger Tätigkeit in der deutschen Hauptstadt kehrte er 1893 mit seiner Familie nach Magdeburg zurück und trat sein neues Amt als 2. Domprediger und Konsistorialrat in der Kirchenprovinz Sachsen an. Zu seinen Amtshandlungen zählte u. a. die Beteiligung an der Einweihung eines neu erbauten Magdalenen-Asyls in Wolmirstedt für sozial benachteiligte junge Mädchen unter Anwesenheit des preußischen Regierungspräsidenten des Regierungsbezirks Magdeburg in der Provinz Sachsen, Traugott von Baudissin, und des provinzsächsischen Generalsuperintendenten, Carl Heinrich Vieregge (1841–1915).
Zugleich war er stellvertretender Vorsitzender des Evangelisch-Kirchlichen Hilfsvereins für die Provinz Sachsen.
Um Ostern 1901 folgte er dem Ruf in die Generalsuperintendentur der Kirchenprovinz Schlesien.

### Generalsuperintendent in Schlesien
Zu seinen Aufgaben als Generalsuperintendent gehörten Festpredigten sowie Kirchweihen von Gotteshäusern und die Ordination von Predigtamtskandidaten. So weihte er die Lutherkirche in Görlitz am 2. Mai 1901 ein und in Konstadt eine zweite evangelische Kirche am 21. November 1901.

### Ehrenamtstätigkeit
Nehmiz leitete ehrenamtlich den Gustav-Adolf-Hauptverein in Schlesien von 1901 bis 1903 „mit seinem vollen reichen Herzen voll heiligen Eifers, wenn es galt zu stärken, was zu erliegen drohte“.
Auf der Generalversammlung des Schlesischen Provinzialverbandes des evangelisch-kirchlichen Hilfsvereins wurde Nehmiz als 1. Vorsitzender am 22. Oktober 1902 gewählt. In dieser ehrenamtlichen Position arbeitete er eng mit den Vorstandsmitgliedern Gustav Kawerau, Theologieprofessor in Breslau, sowie Karl Hermann von Richthofen (1860–1915), Landeshauptmann der Provinz Schlesien, und dem zum Ehrenmitglied ernannten Konsistorialrat Friedrich Siegmund-Schultze (* 1840) zusammen.
Er wurde Mitglied im Evangelische Kirchenmusik-Verein in Schlesien und gehörte zum Bezirk 2 Breslau unter der Leitung des Komponisten Rudolf Thoma (1829–1908), einem Professor am Breslauer Akademischen Institut für Kirchenmusik und Kantor an der Elisabeth-Kirche.
Mit seiner Ehefrau Elisabeth war er nahezu 30 Jahre verheiratet. Sie unterstützte ihn in seinem seelsorgerlichen Wirken. „Frau Generalsuperintendent Nehmiz“, wie sie offiziell genannt wurde, war Vorsitzende des Schlesischen Provinzialvereins der Freundinnen junger Mädchen. Sie half mit in der Breslauer Zentralstelle Daheim in der Bahnhofstraße um „Mädchen und Frauen gebildeter Stände“ vor allem während ihrer Durchreise, insbesondere durch Gewährung von Übernachtungen, Mahlzeiten und Beratung wie in sozialen Fragen.

## Beerdigung in Breslau
Die öffentliche Trauerfeier vor der Beerdigung von Hugo Nehmiz fand am 31. August 1903 in der Breslauer evangelischen Kirche St. Maria Magdalena mit einem Gottesdienst statt. Die Predigt hielt der Breslauer Konsistorialrat Karl Alfred von Hase unter Zugrundelegung von Mt 10,32 . Gewürdigt wurden die Erfolge auf dem verhältnismäßig kurzem Lebensweg des Verstorbenen, insbesondere auch bei der Tätigkeit in der Diakonissenanstalt Bethanien in Berlin und im Konsistorium der Provinz Sachsen. Unter den Trauergästen befanden sich über 100 Geistliche im Talar, darunter der Generalsuperintendent aus Magdeburg Carl Heinrich Vieregge (1841–1915). Die Bestattung fand auf dem Salvator-Friedhof bei Kleinburg – einem Stadtteil von Breslau – statt. Die Einsegnungsworte an der Gruft mit dem Sarg sprach Emil Kraeusel (1854–1933), Pfarrer an der Kirche St. Salvator.

## Familie
Nehmiz heiratete am 27. Mai 1873 in Magdeburg Anna Julie Elisabeth Moeller (* 30. Juni 1853 Radevormwald; † 8. März 1928 Bad-Warmbrunn-Herischdorf), eine Tochter des 1. Dompredigers und Generalsuperintendenten Ludwig Carl Moeller in Magdeburg und dessen Ehefrau Mathilde Auguste Jakobine, geb. Zanders (1825–1871).
Das erste Kind der Pfarrersfamilie war eine Tochter, sie starb am 4. Februar 1974. Der folgende Sohn, Carl Adolph Hugo, überlebte die Geburt um fünf Tage und starb am 20. März 1875 in Magdeburg.
Weitere Kinder bzw. Nachkommen waren:
- Gotthilf Hugo Johannes (Hans) Nehmiz, geboren am 27. Juni 1876[26]
- Bertha Mathilde Elisabeth Maria Nehmiz, geboren 3. Juni 1878, wohnhaft bei den Eltern bis zum Tod des Vaters 1903 und danach zusammen mit der Mutter in Breslau sowie in Herischdorf[27] und nach 1945 in Neuglobsow[28], zuletzt in Berlin als Stiftsdame der Roter-Stiftung.
- Carl Gustav Adolph Hugo Nehmiz, geboren am 6. November 1879 in Berlin und benannt mit allen Vornamen nach seinem Vater
- Charlotte Eleonore Editha Luise Nehmiz, geboren 1882, eine spätere Seminar-Lehrerin in Dortmund.[29]
- Hedwig Margaretha Katharina, genannt Katharine, Nehmiz (* 11. August 1884 in Berlin; † 19. Juli 1933 ebenda), getauft am 3. September 1884 von ihrem Vater in der Bethanien-Kapelle; spätere Ehefrau des Kirchen-Juristen und Konsistorialrats in Breslau sowie Danzig und zuletzt Oberkonsistorialrat in Berlin Karl Rudolf Goebel (* 16. Dezember 1869 in Reusrath) bis zu seinem Ruhestand am 1. Juli 1933.[30]
- Peter Friedrich Nehmiz, geboren 13. Dezember 1889 in Berlin, Zwillingsbruder von Auguste Caecilie Elisabeth Nehmiz[31], war Kandidat der Theologie (cand. theol.) sowie im Ersten Weltkrieg Soldat bzw. Gefreiter im Reserve-Jäger-Bataillon Nr. 21, als er am 25. Juli 1915 fiel[32]
- Auguste Caecilie Elisabeth Nehmiz (* wohl 13. Dezember 1889), genannt nach dem Vornamen der Mutter, Zwillingsschwester von Peter Friedrich Nehmiz.[31][33]

Zu den weiteren Nachkommen zählte ein Enkel des verstorbenen Generalsuperintendenten und Sohn des Mediziners Johannes Nehmiz aus Liegnitz, der Archivar sowie Historiker Hanshugo Nehmiz.
Geschwister von Nehmiz waren: Berta Nehmiz (* 1831), gestorben am 30. April 1881 im Diakonissenhaus Halle und Adele Nehmiz (1840–1898), verheiratet mit dem Berliner Philologen, Theologen, Historiker und Pädagogen Adolf Brecher (1836–1901) sowie Cäcilie Stahmann, geborene Nehmiz (* 27. September 1831 in Sagan; † 1. Juli 1887 in Weißenfels), verheiratet mit dem preußischen Militärarzt Carl Ludwig August Stahmann (1835–1896) aus Nienburg (Sachsen-Anhalt).

## Porträt
Das Atelier W. Höffert, Berlin fotografierte Hugo Nehmiz. Es zeigt ihn im Talar während seiner Amtszeit von 1901 bis 1903. Ein vergleichbares Bild fertigte das Photographische Atelier von NEDVEY in Breslau, Inhaber Fotograf Alfred Walter, Klosterstraße 20. Zur würdevollen Amtstracht des Generalsuperintendenten gehörte ein Brust-Kreuz aus Edelmetall. Es war auf dem Foto unterhalb des Beffchens an einem dunklen Halsband befestigt.

## Auszeichnung
Nehmiz wurde im Oktober 1894 als Magdeburger Domprediger und Konsistorialrat geehrt mit dem
- Kronen-Orden vierter Klasse.[39]

## Publikationen
- Der Kronleuchter in der Kirche des Diakonissenhauses Bethanien zu Berlin, eine Nachbildung der Bernwardskrone zu Hildesheim. Verlag W. Moeser, Hofbuchdruckerei, Berlin 1887 OCLC 1023032129
- Die Beteiligung der weiblichen Jugend an der kirchlichen Diakonie. Verlag Wiegandt & Grieben, Berlin, laut Börsenblatt für den deutschen Buchhandel, 20. November 1889, 6178, Sp. 2
- Die neuere Entwicklung der weiblichen Diakonie in der evangelischen Kirche und ihre Eingliederung in die Organisation des kirchlichen Dienstes. Referat von H. Nehmiz, gehalten auf der Pastoralkonferenz der Provinz Sachsen am 19. September 1899, in: "Der Armen- und Kranken-Freund. [Eine Zeitschrift für Diakonie der evangelischen Kirche], S. 137 ff. OCLC 183382967
- Die Gewinnung persönlicher Kräfte für Brüderanstalten und Diakonissenhäuser. In: August Jentsch: Wege und Ziele der Inneren Mission. Eine Sammlung von Thesen fachmännischer Vorträge, Leipzig 1902, S. 37 OCLC 28950992
- Predigt bei der Feier des Evangelisch-Kirchlichen Hilfsvereins. GND 119093-3 Am 22. Oktober 1902 in der St. Elisabethkirche zu Breslau gehalten. 1902. OCLC 917702303
- Weiherede des General-Superintendent Nehmiz. Auszugsweise abgedruckt in Siegbert Schäfer: Geschichte der Lutherkirche und des Lutherdenkmals in Görlitz, Görlitz 1914, S. 20–23, OCLC 1281892885